# Million Dollar Arm
Pour plus de détails, voir Fiche technique et Distribution.
Million Dollar Arm ou Un lancer à un million de dollars au Québec est un film biographique américain réalisé par Craig Gillespie et sorti en 2014.
Produit par Joe Roth, Mark Ciardi et Gordon Gray des studios Walt Disney Pictures, le film relate l'histoire vraie de Rinku Singh et Dinesh Patel, deux indiens, découverts par l'agent J. B. Bernstein, qui ont évolué en tant que lanceurs dans les ligues mineures de baseball.

## Synopsis
Après l'échec de la signature d'un contrat avec le joueur de football américain Popo Vanauta, la société de l'agent de joueurs J. B. Bernstein est au bord de la faillite. Il a alors une idée : organiser un concours dans toute l'Inde où le baseball est inexistant. Il sait qu'un joueur de cricket pourrait devenir un excellent  lanceur. J. B. parvient à convaincre Tom House, malgré ses réticences, d'entraîner ces futurs joueurs. À Bombay, J. B. est guidé par l'homme d'affaires local Vivek et engage l'enthousiaste Amit Rohan comme interprète. Rejoints par Ray Poitevint, un recruteur curieuse des ligues majeures, ils organisent des essais dans de nombreuses villes indiennes jusqu'à ce que deux vainqueurs émergent : Rinku Singh et Dinesh Patel.

## Fiche technique
Sauf indication contraire, les informations mentionnées dans cette section peuvent être confirmées par la base de données cinématographiques IMDb,  présente dans la section « Liens externes ».
- Titre original : Million Dollar Arm
- Titre québécois : Un lancer à un million de dollars
- Titre français : Million Dollar Arm (VOD) ; Un lancer à un million de dollars (Disney+)
- Réalisateur : Craig Gillespie
- Scénario : Thomas McCarthy
- Musique : A. R. Rahman
- Direction artistique : Dilip More, Mark Robins, Jeremy Woolsey
- Décors : Jeanette Scott
- Costumes : Kirston Leigh Mann
- Photographie : Gyula Pados
- Montage : Tatiana S. Riegel
- Production : Mark Ciardi, Gordon Gray et Joe Roth
- Sociétés de production : Walt Disney Pictures, Roth Films, Mayhem Pictures
- Sociétés de distribution : Walt Disney Studios Home Entertainment, Walt Disney Studios Motion Pictures
- Budget de production : 25 000 000 de dollars
- Pays de production :  États-Unis
- Langues originales : anglais, hindi
- Format : couleurs - 2.35 : 1 - 35 mm
- Genre : drame biographique, sport
- Durée : 124 minutes (2h40)
- Dates de sortie[3] : 
  - Inde : 9 mai 2014
  - États-Unis : 16 mai 2014
  - Canada : 16 mai 2014
  - France : 1er février 2019 (en VOD)

## Distribution
- Jon Hamm (VQ : Patrick Chouinard) : J. B. Bernstein (en)
- Madhur Mittal (VQ : Nicholas Savard L'Herbier) : Dinesh Patel
- Suraj Sharma (VQ : Nicolas Bacon) : Rinku Singh[4]
- Lake Bell (VQ : Catherine Hamann) : Brenda Fenwick, voisine de J. B.
- Aasif Mandvi (VQ : Jean-François Beaupré) : Ash Vasudevan, associé de Bernstein
- Alan Arkin (VQ : Jean-Marie Moncelet) : Ray Poitevint, prospecteur sportif
- Darshan Janwala (VQ : Manuel Tadros), Vivek, assistant de J. B.
- Bill Paxton (VQ : Daniel Picard) : Tom House, instructeur de baseball
- Allyn Rachel (en) : Theresa, assistante de Bernstein
- Pitobash (VQ : Marc St-Martin) : Amit Rohan
- Barry Larkin
- Curt Schilling